# 초신성 조기 경보 시스템
초신성 조기 경보 시스템(Supernova Early Warning System, SNEWS)은 우리 은하에 있는 초신성 사건을 천문학자들에게 조기에 알려주기 위해 설계된 중성미자 검출기로 이루어진 네트워크이다. 적색거성이 초신성으로 붕괴해 갈 때, 중심핵에서는 수많은 중성미자가 방출된다. 현재의 초신성 모델에서, 이러한 중성미자 방출은 초신성의 극대점 이전에 일어나는 것으로 알려져 있으며, 즉 중성미자 검출을 통해 초신성을 예측하며, 관측할 수 있는 것이다.

## 같이 보기
중성미자 검출기:
- 서드버리 중성미자 관측소
- 슈퍼 카미오칸데
- LVD
- KamLAND
- AMANDA
- BOONE

초신성 정보:
- 백색왜성, 중성자별, 초신성의 관측 역사
- 근지구 초신성
- 초신성 핵합성